# Ökogas
Ökogas, auch bekannt als klimaneutrales Gas, Grünes Gas, Erneuerbares Gas oder CO2-neutrales Gas, ist eine umstrittene Bezeichnung für eine Form von Erdgas, die entweder durch Beimischung von Biomethan oder durch Kompensation der CO2-Emissionen als umweltfreundlich vermarktet wird.

## Definition
Ökogasangebote sind spezielle Tarife für Endverbraucher, die je nach Gestaltung verschiedene ökologische Standards erfüllen und dementsprechend unterschiedlich vermarktet werden. Sie bedienen das Bedürfnis der Kunden nach umweltfreundlichen Produkten und ersetzen konventionelle Gasangebote.
In Deutschland ist der Begriff „Ökogas“ nicht gesetzlich definiert. Im Gegensatz zur Stromkennzeichnung, die klar regelt, wie Strom gekennzeichnet werden muss, fehlt es bei Ökogas an einer gesetzlichen Grundlage zur Begriffsdefinition. In Österreich gibt es mit der Gaskennzeichnungsverordnung und dem Gaswirtschaftsgesetz vorgeschriebene Standards.
Auf dem Gasmarkt bieten Lieferanten verschiedene Gasprodukte an, die als umweltfreundliche Alternativen gelten.

### Kompensation
Die verbrennungsbedingten CO2-Emissionen des Erdgasanteils werden durch Investitionen in zertifizierte Klimaschutzprojekte ausgeglichen. Diese Projekte tragen zur Emissionsreduktion bei und fördern gleichzeitig nachhaltige Entwicklungsziele weltweit. Durch den Erwerb von Emissionszertifikaten oder die direkte Unterstützung von Klimaschutzmaßnahmen in Entwicklungs- und Schwellenländern tragen sie zur globalen Klimabilanz bei.

### Beimischung von Biomethan
Ein kleiner Teil (5%-10%) des Ökogases besteht aus Biomethan, das aus organischen Rest- und Abfallstoffen gewonnen wird. Dies geschieht durch Vergärung von Biomasse, wie Bioabfällen und landwirtschaftlichen Nebenprodukten wie Mais, Raps und Gülle. Der Vergärungsprozess ist umweltfreundlich und trägt zur Reduzierung von Treibhausgasemissionen bei, da das entstehende Biomethan CO2-neutral ist: Das bei der Verbrennung freigesetzte CO2 wurde während des Wachstums der organischen Stoffe aufgenommen.

### Synthetisches Gas aus Erneuerbaren Quellen
Wird im Prozess Power-to-Gas Strom aus Erneuerbaren Energien eingesetzt ist diese Art von Gas CO2-Neutral.
Siehe auch: Grüner Wasserstoff und Grünes Methan

### Geplante Grüngasquote
CDU/CSU und SPD haben in den Sondierungen zu den Koalitionsverhandlungen 2025 die Idee einer Grüngasquote aufgegriffen. Nach den abgeschlossenen Sondierungen wurde die Grüngasquote in den Koalitionsvertrag aufgenommen. Diese sieht vor, dass Erdgas-Inverkehrbringer zur schrittweisen Verwendung neuer Gase verpflichtet werden. Anrechenbare neue Gase sind in diesem Konzept:
- Biomethan
- Grüner Wasserstoff
- synthetisches Methan
- oranger Wasserstoff
- blauer Wasserstoff
- türkiser Wasserstoff

Die Quotenverpflichtung basiert auf der Menge des beschafften Gases und soll sektorübergreifend gelten. Die Erfüllung der Quote muss jährlich sichergestellt werden, wobei die Nichteinhaltung eine Pönale zur Folge hat.

## Zertifizierung
Vereinzelt gibt es ähnlich wie bei Ökostrom-Labeln auch zertifiziertes Ökogas. Die Zertifizierung von Ökogas-Produkten ist umstritten. Der Start eines Gas-Herkunftsnachweisregister ist im Jahr 2026 geplant. Gesetzliche Grundlage ist die Gas-Wärme-Kälte-Herkunftsnachweisregister-Verordnung.

## Kritik
Das Recherchenetzwerk Correctiv deckte im April 2024 in einer umfangreichen Recherche auf, dass der Großteil von rund 150 untersuchten „Ökogas“-Tarifen nicht ausreichend kompensiert wird. Die CO2-Gutschriften oder Klimaschutzprojekte, an die die Gelder der Gasversorger fließen, reduzieren keine oder weniger Emissionen als versprochen. Die Anbieter brechen damit ihre Werbeversprechen und die Tarife haben kaum einen Klimavorteil gegenüber herkömmlichen Erdgastarifen.
In der Werbung werden Ökogas-Produkte stellenweise mit den Begriffen klimaneutral, CO2-neutral oder klimapositiv genutzt. Dies wurde im Juli 2024 von der Deutschen Umwelthilfe als irreführende Werbung kritisiert.